# Молекулярные роторы
Молекулярные двигатели — молекулярные машины, способные осуществлять вращение при приложении к ним энергии. Традиционно термин «молекулярный двигатель» применяется, когда речь заходит об органических белковых соединениях, однако в настоящее время его применяют и для обозначения неорганических молекулярных двигателей и используют в качестве обобщающего понятия. Возможность создания молекулярных моторов впервые была озвучена Ричардом Фейнманом в 1959 году.
Главной особенностью молекулярных роторов являются повторяющиеся однонаправленные вращательные движения происходящие при подаче энергии. В дальнейшем это направление получило развитие за счёт двух научных докладов, опубликованных в 1999 году, описывающих природу молекулярных роторов. Однако в докладах не указывалось причин, за счёт которых молекулы были способны генерировать крутящий момент. Ожидается, что в ближайшее время будет проведено значительное количество исследований в данной области и появится понимание химии и физики наноразмерных роторов.

## Обзор методов вращения

### Химический метод

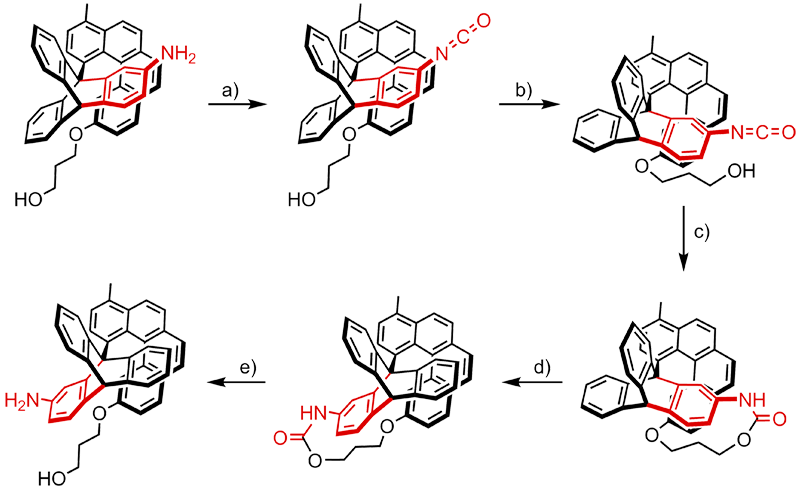
Молекулярный двигатель вращения Келли

Впервые о создании молекулярного двигателя вращения сообщил Росс Келли в своей работе в 1999 году. Его система состояла из трёх триптициновых роторов и хелициновой части и была способна выполнять однонаправленные вращения в плоскости 120°.
Ротация происходит в 5 этапов. Во-первых, аминовая группа на триптициновой части молекулы преобразуется в изоциановую группу путём конденсации молекул фосгена (a). Вращение вокруг центральной оси осуществляется за счёт прохода изоциановой группы в непосредственной близости от гидроксильной группы, расположенной на хелициновой части молекулы (b), благодаря чему эти две группы реагируют между собой (c). Эта реакция создает ловушку для уретановой группы, что увеличивает её натяжение и обеспечивает начало вращательного движения при достаточном уровне поступающей термической энергии. После приведения молекулярного ротора в движение в дальнейшем требуется только незначительное количество энергии для осуществления ротационного цикла (d). Наконец, расщепление уретановой группы восстанавливает аминовую группу и обеспечивает дальнейшую функциональность молекулы (е).
Результатом этой реакции является однонаправленное вращение триптициновой части на 120° по отношению к хелициновой части. Дополнительному движению вперёд препятствует хелициновая часть молекулы, которая выполняет роль, аналогичную роли храповика в часовом механизме. Однонаправленное движение является результатом асимметрии хелициновой части, а также появлением уретановой группы (c). Вращение может осуществляться только по часовой стрелке, для проведения процесса вращения в другую сторону требуется гораздо большие затраты энергии (d).
Двигатель Келли является прекрасным примером того, как химическая энергия может быть использована для создания однонаправленного вращательного движения, процесса, который напоминает потребление АТФ (аденозинтрифосфорной кислоты) в живых организмах. Тем не менее данная модель не лишена серьёзных недостатков: последовательность событий, которая приводит к вращению на 120° не повторяется. Поэтому Росс Келли и его коллеги искали различные пути для обеспечения неоднократного повторения этой последовательности. Попытки достичь цели не увенчались успехом и проект был закрыт.

### Световой метод

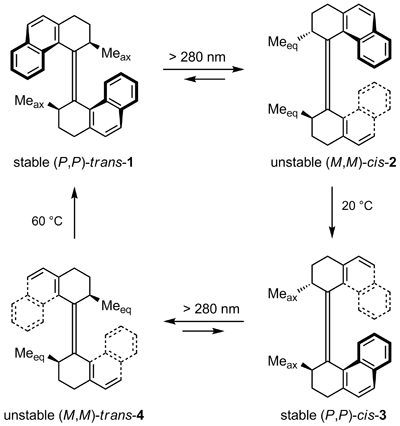
Цикл вращения в управляемых светом молекулярных ротационных двигателях Феринги

В 1999 году из лаборатории доктора Бена Феринги в университете Гронингена (Нидерланды) поступило сообщение о создании однонаправленного молекулярного ротора. Их молекулярный двигатель вращения на 360° состоит из бис-хелицина соединённого двойной аксиальной связью и имеющий два стереоцентра.
Один цикл однонаправленного вращения занимает 4 этапа. На первом этапе низкая температура вызывает эндотермическую реакцию в транс-изомере (P, P) преобразуя его в цис-изомер (M, M), где P — правозакрученная спираль, а M — левозакрученная спираль (1, 2). В этом процессе две осевые метиловые группы преобразуются в экваториальные.
Путём повышения температуры до 20 °C метиловые группы конвертируются обратно в экзотермальные (P, P) цис-аксиальных группы (3). Так как осевые изомеры являются более стабильными, чем экваториальные изомеры, то обратный процесс ротации невозможен. Фотоизомеризация преобразует цис-изомер (P, P) в транс-изомер (M, M), опять с образованием экваториальных мелиловых групп (3, 4). Тепловой процесс изомеризации при 60 °C закрывает 360° цикла вращения по отношению к первоначальной позиции.

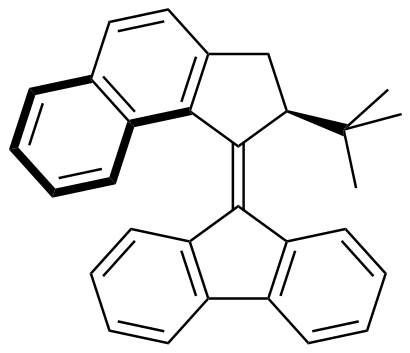
Синтетические молекулярные роторы: фтор-системы

Серьёзным препятствием для осуществления этой реакции является низкая скорость вращения, которая даже не сопоставима с существующими в природе биологическими молекулярными роторами. В наиболее быстрых на сегодняшний день системах с фтор-группами половина термической инверсии спирали молекулы осуществляется за 0,005 секунды. Этот процесс происходит с использованием реакции Бартона-Келлога. Медленный шаг вращения, как предполагают, можно значительно ускорить за счёт большего количества трет-бутиловых групп, которые делают изомер ещё менее стабильным, по сравнению с метиловыми группами. Так как нестабильность изомеров повышается, то и ускоряется инверсия спирали молекулы.
Принципы работы молекулярного ротора Феринги были включены в прототип наноробота. Прототип имеет синтетические хелициновые двигатели с олиго-шасси и 4 карбоновыми[неизвестный термин] колёсами и, как ожидается, сможет осуществлять движение по твёрдой поверхности под контролем сканирующего туннельного микроскопа. Однако, пока двигатель не работает на основе фуллереновых колёс, потому что они снижают фотохимическую реакцию частей ротора.

### Туннелирование электронов

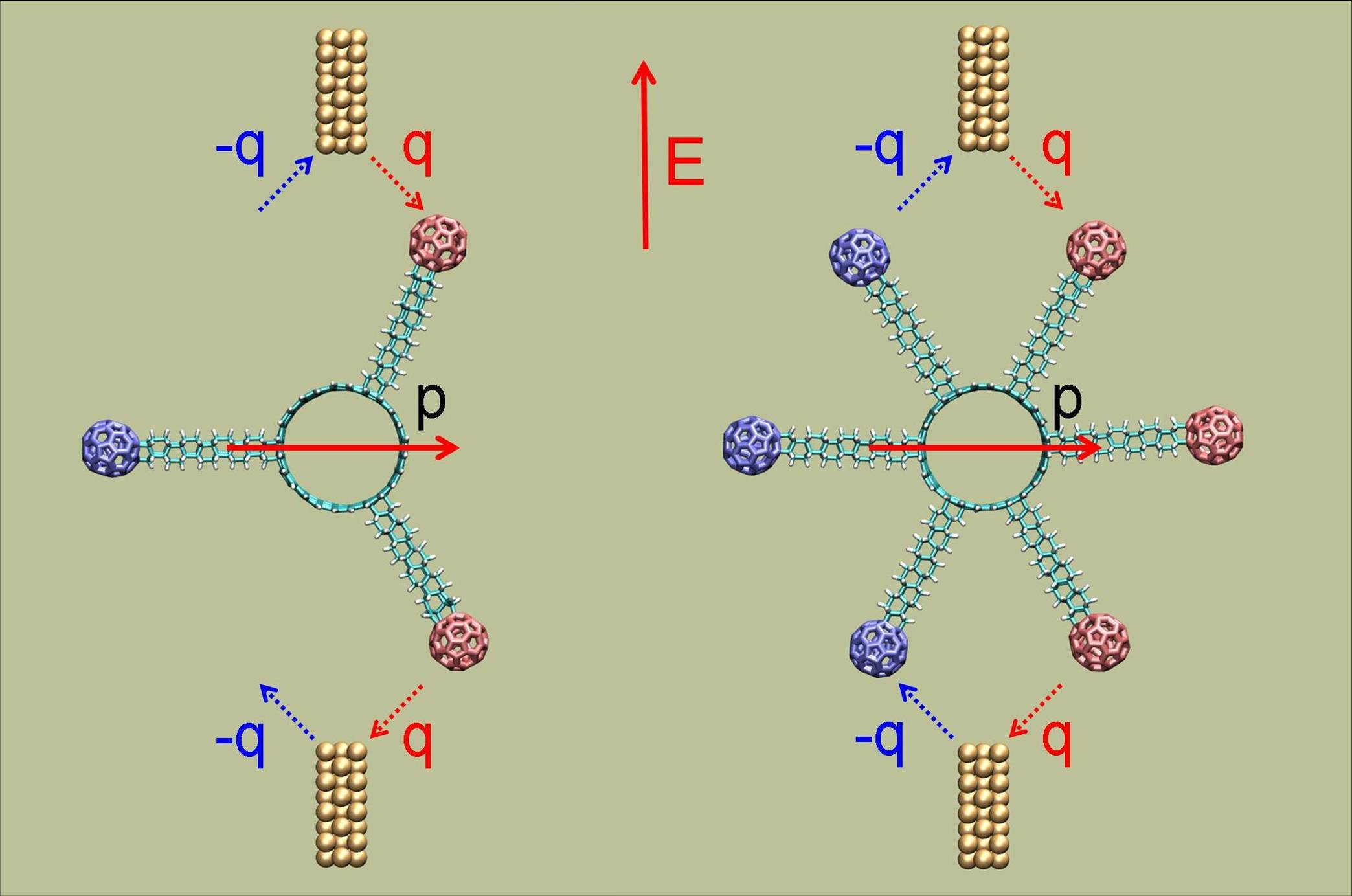
Вращение молекулярного мотора туннелированием электронов по методу Петра Крала

По аналогии с традиционным электродвигателем, наномасштабные молекулярные моторы могут быть приведены в движение путём резонансного или нерезонансного туннелирования электронов. Наноразмерные вращающиеся машины на основе этих принципов были разработаны Петром Кралом и его сотрудниками в Университете штата Иллинойс в Чикаго.
Как показано в правой части рисунка, один из типов моторов имеет ось, формируемую на основе углеродных нанотрубок, которые могут быть установлены на подшипниках CNT. У мотора имеется три (шесть) лопастей, образованных на основе полимеризированного ицеана. Лопасти ориентированы под углом 120° (60°) к друг другу и имеют длину от 2 нм, чтобы не допустить нерезонансного туннелирования электронов от лопастей к валу (оси). Энергия в систему подается через передачу электрона вдоль лопастей путём резонансного туннелирования. Лопасти формируют молекулы, сопряженные с фуллеренами, ковалентно соединёнными в верхней части лопастей. В принципе, такие гибридные молекулярные роторы могут быть синтезированы в реакциях циклоприсоединения.
В однородном электростатическом поле E, ориентированном вдоль вертикального направления, используется периодическая зарядка и разрядка лопасти мотора с помощью туннелирования электронов из двух нейтральных металлических электродов. Каждый фуллереновый переключатель меняет знак заряда с помощью двух электронов с положительного (+q) на отрицательный (−q) посредством туннеля между нейтральным электродом и фуллереном. Чтобы повернуть лопасть мотора, электрод теряет два электрона (в результате чего на нём меняется заряд), и лопасть совершает половину цикла вращения в электрическом поле E. Другая половина цикла вращения происходит аналогично (только электрод получает два электрона). Таким образом происходит непрерывное вращение трех (шести) лопастей с фуллеренами. Молекулярный двигатель ведёт своё диполь P, который находится в средней ортогонали[неизвестный термин] по направлению к электрическому полю E, генерируя постоянный крутящий момент.
Эффективность метода туннелирования электронов сопоставима с аналогичной эффективностью привода макроскопических электромоторов, но она может снизиться из-за шумов и структурных дефектов.